# Xanthorhoe pantoea
Xanthorhoe pantoea là một loài bướm đêm trong họ Geometridae.